# فرودگاه دیفا
فرودگاه دیفا (به انگلیسی: Diffa Airport) یک فرودگاه همگانی است . این فرودگاه در کشور نیجر قرار دارد .